# Никольский, Михаил Васильевич (священник)
Михаи́л Васи́льевич Нико́льский (1824, Ардатов, Нижегородская губерния — 1894, там же) — священник Русской православной церкви, протоиерей, настоятель Знаменского собора в Ардатове.

## Биография
Родился в 1824 году в городе Ардатове Нижегородской губернии в семье пономаря Русской православной церкви. Окончил Нижегородскую духовную семинарию с аттестатом I разряда, после чего преподавал в Нижегородском духовно-приходском училище. В 1850 году переведён в Сергачский уезд, где исполнял обязанность духовника. Позднее был депутатом Лысковского Духовного правления округа. В 1877 году как блестящий проповедник получил архипастырскую благодарность. В дальнейшем был настоятелем Знаменского собора в своём родном Ардатове, с 1889 года — председателем Ардатовского уездного училища. Скончался в Ардатове в 1894 году.

## Награды
Имел несколько церковных и государственных наград, в том числе:
- бронзовый крест (1862)
- скуфью (1869)
- камилавку (1873)
- наперстный крест (1880)
- орден Святой Анны III степени (1889)